# North American Racing Team

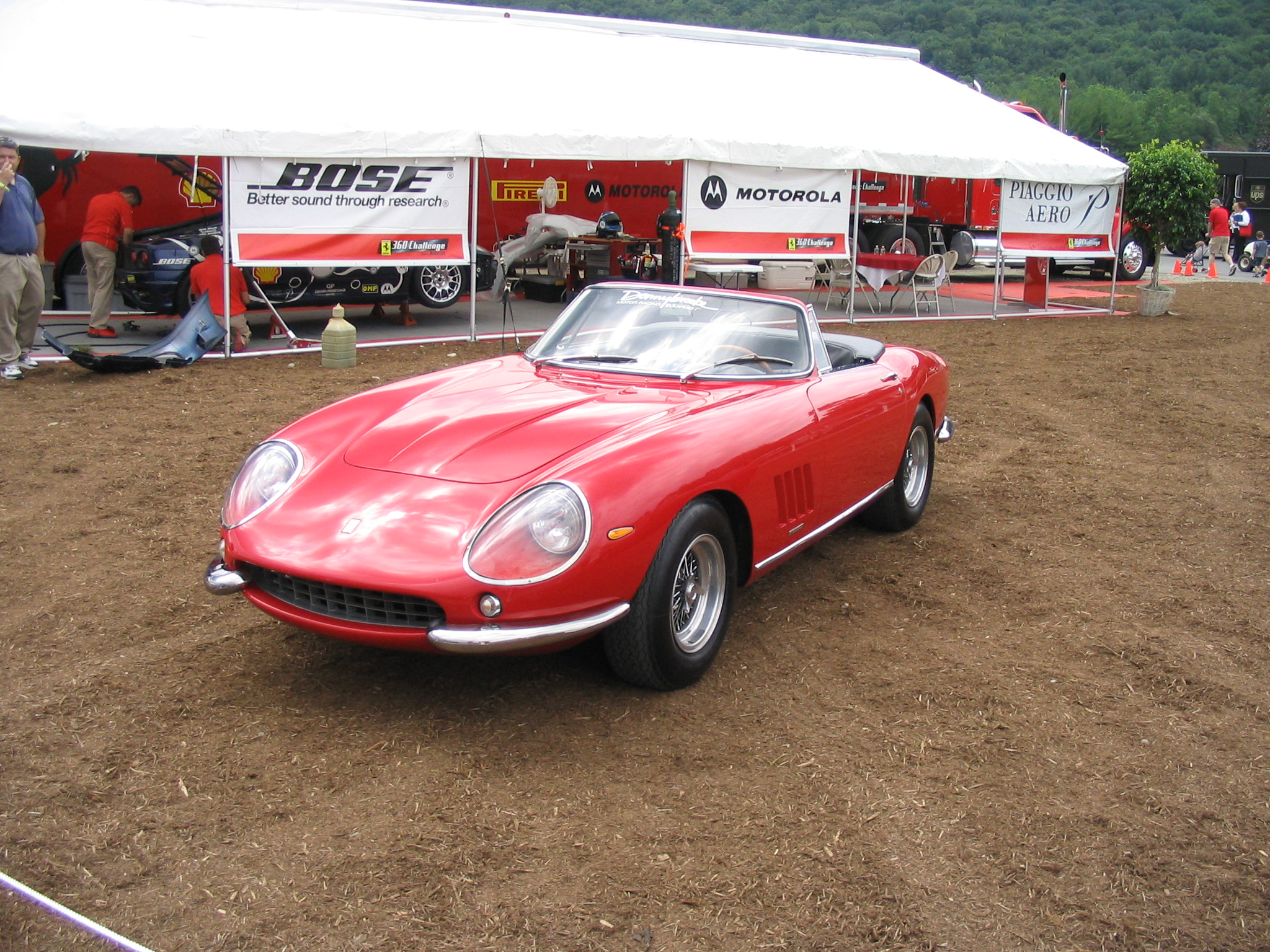
Ferrari 275 GTB/4-S NART

North American Racing Team (förkortat NART) startades 1958 av Luigi Chinetti för att marknadsföra Ferrari i USA genom sportvagnsracing. Chinetti stöttades av sina välbärgade kunder George Arents och Jan de Vroom. Ferrari hade redan ett nära samarbete med Chinetti genom hans försäljning av märkets bilar på den viktiga nordamerikanska marknaden och NART fick tillgång till Ferraris bästa tävlingsbilar.
NART tävlade i sportvagnslopp som Daytona 24-timmars och Le Mans 24-timmars. Första tävlingen var Sebring 12-timmars 1958, med en 250 GTB. Stallets största framgång kom 1965, när Jochen Rindt och Masten Gregory tog Ferraris (hittills) sista seger i Le Mans.
Till NART-stallets andra framgångar räknas tredjeplatsen i Daytona 24-timmars 1967, bakom märkesstallets två 330 P4. NART fortsatte att tävla med Ferrari till 1982, då man startat i mer än 200 tävlingar. Förare som kört för stallet inkluderar Mario Andretti, Phil Hill, Dan Gurney samt bröderna Pedro och Ricardo Rodriguez.
1967 beställde Luigi Chinetti en spider-version av Ferrari 275, kallad 275 GTB/4-S NART. Endast tio bilar byggdes, men senare har flera 275:or konverterats till öppna NART-replikor i efterhand.